# Ideciu de Jos
Ideciu de Jos (in ungherese Alsóidecs, in tedesco Nieder-Eidisch) è un comune della Romania di 2108 abitanti, ubicato nel distretto di Mureș, nella regione storica della Transilvania. 
Il comune è formato dall'unione di 3 villaggi: Deleni, Ideciu de Jos, Ideciu de Sus. È situato in una area pianeggiante attraversata dal fiume Mures. L'economia è in prevalenza agricola, diffusissima è la coltivazione della cipolla rossa; le colture praticate sono condizionate dal clima di questa parte della Romania che in inverno arrivano a superare i -20 °C, pertanto i terreni possono essere sfruttati per un solo raccolto annuo.
Perciò diffusa è anche la coltivazione del mais, della patata, dei fagioli, del pomodoro e dei peperoni. In sostanza si tratta di coltivazioni per lo più dirette all'autoconsumo, mentre la poca parte eccedente viene venduta nella vicina città di Righin, da cui dista 5 km. Lo stesso discorso vale per l'allevamento, diffusissimo quello del maiale, la cui carne è l'alimento principale della popolazione, soprattutto affumicata. L'affumicatura è  un processo che viene fatto ancora oggi in maniera tradizionale e che conferisce alla carne un sapore unico specie se abbinato alla "ciorba", minestra di fagioli.
L'allevamento bovino è limitato alle mucche da latte, in ogni casa ve ne è almeno una, dal cui latte si ottiene panna, burro e un formaggio tipico che viene lavorato in forma rotonda e consumato dopo pochi giorni dalla lavorazione. Come tutta la Romania, anche Ideciu ha vissuto negli ultimi anni il problema dell'emigrazione: molti giovani si sono recati a lavorare soprattutto in Italia, ma anche Spagna ed altri paesi europei, per cercare di superare le difficoltà economiche che la Romania ha vissuto dopo la caduta del comunismo.
La popolazione è in maggioranza romena, ma come in tutta la Transilvania anche qui vi sono molti abitanti di origine magiara (ungheresi) e tedesca. Le vicende storiche di Ideciu, la cui origine è antica, hanno seguito nei secoli le vicende storiche della Transilvania, passata negli ultimi secoli dall'Ungheria alla Romania, per poi tornare a far parte definitivamente della Romania dopo il 1945.
La religione è cristiana e segue la composizione della popolazione, ortodossi la maggioranza perché romena, cattolica la parte ungherese, protestante la minoranza tedesca ed infine vi è una piccola comunità di avventisti. La divisione della popolazione oltre che dalla religione la si vede anche dalla presenza di ben tre cimiteri, uno per ogni confessione religiosa, nonché dalla presenza delle chiese.
La principale via di comunicazione è la strada che collega Ideciu con Reghin ed i comuni circostanti, e la rete ferroviaria.